# Wojna numantyjska
Wojna numantyjska 143 p.n.e.-133 p.n.e.
Wojna numantyjska jest ostatnim etapem tzw. wojny hiszpańskiej toczonej w latach 143 p.n.e. - 133 p.n.e. Po zdławieniu powstania Luzytanów, jednym z nielicznych ocalałych z rzezi sprawionej powstańcom przez Rzymian był Wiriatus (Viriatus). W roku 147 p.n.e. został on nowym przywódcą Luzytanów, stając się zarazem jednym z najbardziej niebezpiecznych przeciwników Rzymian. W odpowiedzi na to Rzymianie mianowali Quinto Fabio Maximo na nowego konsula prowincji Hispania Citerior. Maximo, który był bratem Scypiona Afrykańskiego Młodszego nie sprostał Luzytanom w bitwie pod Baeculą w roku 143 p.n.e. i musiał wycofać się do Cordoby. W roku 140 p.n.e. w kolejnym starciu Wiriatus pokonał nowego konsula Fabiusza Maximusa Serwilliana, a Rzymianie stracili 3000 poległych. Po tych klęskach Rzymianie zdecydowali się w końcu na zawarcie traktatu pokojowego, który nie został jednak zatwierdzony przez Senat. W roku 139 p.n.e. Rzymianie zerwali traktat zawarty z Wiriatusem, po czym wysłali swoich posłańców, którzy zamordowali Luzytanina w Viseu. 
Po śmierci swojego przywódcy powstanie szybko załamało się, droga do podboju całego półwyspu stanęła przez Rzymianami otworem. Celtyberowie otrzymali od Rzymian wyznaczone przez nich ziemie, na których mieli się osiedlić. Do końca walczyło jednak miasto Numancja, które nie poddało się po śmierci Wiriatusa. W roku 134 p.n.e. Scypion Afrykański Młodszy objął dowodzenie nad 60-tysięczną armią w Hiszpanii i rok później po 9-miesięcznym oblężeniu zdobył bronione przez 8 000 Numantyjczyków miasto. Pojmaną ludność nakazał zabić lub sprzedać w niewolę a miasto doszczętnie zburzyć. Tym samym trwająca 10 lat wojna z Numantyjczykami dobiegła końca. 
Po zwycięstwie Rzymian w wojnie numantyjskiej panowanie nad całym półwyspem poza Asturią i Kantabrią stało się faktem. Te dwie prowincje zostały zdobyte w latach 29-19 p.n.e. w czasie wojny kantabryjskiej. W prowincjach portugalskich dochodziło jednak stale do niepokojów i dopiero Juliuszowi Cezarowi udało się w roku 60 p.n.e. złamać ostatni opór plemion zamieszkujących Portugalię.

## Najważniejsze wydarzenia wojny numantyjskiej 143-133 p.n.e.
- 143 p.n.e.
  - bitwa pod Baeculą
- 141 p.n.e.
  - bitwa pod Termancją
- 133 p.n.e.
  - Zdobycie Numancji